# سارا اسمارت
سارا اسمارت (انگلیسی: Sarah Smart؛ زادهٔ ۳ مارس ۱۹۷۷) بازیگر اهل بریتانیا است.
از فیلم‌ها یا برنامه‌های تلویزیونی که وی در آن نقش داشته‌است، می‌توان به شاهد خاموش، دکتر هو، آدمکشان میدسامر، مارپل آگاتا کریستی، پوآرو، دیوید کاپرفیلد، بلندی‌های بادگیر، تفنگدارها و فانلند اشاره کرد.